# مت کیلاو (فیلم)
مت کیلاو (انگلیسی: Mat Kilau) یا مت کیلاو: قیام پهلوان (مت کیلاو به معنی: ظهور یک سلحشور) فیلم مالزیایی حماسی زندگی‌نامه‌ای مالایی-زبان است که در سال ۲۰۲۲ اکران گردید، برای ساخت این فیلم از رویدادهای تاریخی الهام گرفته شده‌است. کارگردان این فیلم، شمس الیوسف بود و بازیگر اصلی عدی پوترا  در نقش محمد کیلاو بن راسو است، یک سلحشور مالایی که در دوران قبل از استقلال در طی قیام پاهانگ در پاهانگ، مالایای بریتانیا با استعمارگران بریتانیا می‌جنگد. نقش‌های مکمل را بتو کوسیاری (Beto Kusyairy)، فتاح امین، یایان روهیان، جف آندره فیرت بازی کرده‌اند.
فیلم در روز ۲۳ ژوئن ۲۰۲۲ اکران گردید. فیلم از لحاظ تجاری به موفقیت دست یافت. بودجه تولید فیلم بالغ بر ۸ میلیون رینگیت بود و بعد از ۴۰ روز، توانست به فروش ۹۷ میلیون رینگیت دست پیدا کند که باعث شد تا این تاریخ عنوان پرفروش‌ترین فیلم مالزی در تمام دوران را کسب کند.